# Chasing Trouble
Chasing Trouble (Brasil: Tempestade de Neve ) é um filme norte-americano de ação e aventura, dirigido por Milburn Morante. Lançado em 1926, é estrelado por Pete Morrison, Ione Reed e Tom London.